# Moondog Matinee
Moondog Matinee è il quinto album in studio del gruppo musicale canadese-statunitense The Band, pubblicato nel 1973. Si tratta di un disco di cover.

## Tracce
Lato A
1. Ain't Got No Home – 3:20 (Clarence "Frogman" Henry)
2. Holy Cow – 3:15 (Allen Toussaint)
3. Share Your Love – 2:50 (Al TNT Braggs, Deadric Malone)
4. Mystery Train – 5:35 (Herman Parker, Sam Phillips; adattamento musicale di Robbie Robertson)
5. Third Man Theme – 2:43 (Anton Karas)

Durata totale: 17:43
Lato B
1. Promised Land – 3:00 (Chuck Berry)
2. The Great Pretender – 3:07 (Buck Ram)
3. I'm Ready – 3:22 (Al Lewis, Fats Domino, Sylvester Bradford)
4. Saved – 3:42 (Jerry Leiber, Mike Stoller)
5. A Change Is Gonna Come – 4:15 (Sam Cooke)

Durata totale: 17:26
Edizione CD del 2001, pubblicato dalla Capitol Records (7243 5 25393 2 1)
1. Ain't Got No Home – 3:24 (Clarence 'Frogman' Henry)
2. Holy Cow – 3:22 (Allen Toussaint)
3. Share Your Love with Me – 2:54 (Al TNT Braggs, Deadric Malone)
4. Mystery Train – 5:41 (Herman Parker Jr., Sam Phillips)
5. Third Man Theme – 2:47 (Anton Karas, Walter Lord)
6. Promised Land – 3:01 (Chuck Berry)
7. The Great Pretender – 3:10 (Buck Ram)
8. I'm Ready – 3:29 (Al Lewis, Fats Domino, Sylvester Bradford)
9. Saved – 3:50 (Jerry Leiber, Mike Stoller)
10. A Change Is Gonna Come – 4:19 (Sam Cooke)
11. Didn't It Rain – 3:16 (Tradizionale, arrangiamento di Roberta Martin) – Bonus Track - Outtake
12. Crying Heart Blues – 3:29 (Joe Brown) – Bonus Track - Outtake
13. Shakin' – 3:31 (Sam Cooke) – Bonus Track - Outtake
14. What Am I Living For – 5:04 (Arthur Harris) – Bonus Track - Outtake
15. Going Back to Memphis – 5:02 (Chuck Berry) – Bonus Track - Outtake
16. Endless Highway – 5:08 (Robbie Robertson) – Bonus Track - Studio Version

Durata totale: 61:27

## Formazione
- Rick Danko – basso, voce, chitarra
- Levon Helm – batteria, basso, chitarra, contrabbasso, voce
- Garth Hudson – organo, piano, sintetizzatore, fisarmonica, clavinet, sassofono
- Richard Manuel – piano, batteria, voce
- Robbie Robertson – chitarre